# Gísli Þorgeir Kristjánsson
Gísli Þorgeir Kristjánsson, né le 30 juillet 1999 à Reykjavík, est un handballeur professionnel islandais. Il joue au poste de demi-centre pour le club allemand du SC Magdebourg depuis janvier 2020 et en équipe nationale d'Islande depuis 2017.
Il est fils du handballeur international Kristján Arason (en) et de la politicienne Þorgerður Katrín Gunnarsdóttir.

## Palmarès

### En club
Compétitions internationales
- Ligue des champions (C1)
  - Vainqueur (1) : 2023
- Ligue européenne (C3)
  - Vainqueur (2) : 2019, 2021
  - Finaliste (1) : 2022
- Coupe du monde des clubs
  - Vainqueur (3) : 2021 (en), 2022, 2023 (en)
  - Finaliste (2) : 2019 (en), 2024 (en)

Compétitions nationales
- Championnat d'Allemagne
  - Vainqueur (3) : 2020, 2022, 2024
  - Deuxième (2) : 2023
- Coupe d'Allemagne
  - Vainqueur (1) : 2019, 2024
  - Finaliste (2) : 2022, 2023

### En équipe nationale
- 11e place au Championnat du monde 2019
- 6e place au Championnat d'Europe 2022
- 12e place au Championnat du monde 2023
- 9e place au Championnat du monde 2025

### Distinctions individuelles
- élu meilleur joueur du Championnat d'Allemagne en 2022-2023
- élu meilleur joueur du Final 4 de la Ligue des champions en 2023
- élu sportif islandais de l'année (en) en 2023